# Bence
Bence  je priimek v Sloveniji, ki ga je po podatkih Statističnega urada Republike Slovenije na dan 1. januarja 2010 uporabljalo 95 oseb in je med vsemi priimki po pogostosti uporabe uvrščen na 4.574. mesto.

## Znani nosilci priimka
- Danilo Bence (*1956), balinar
- Filip Bence (1950–2009), alpinist in gorski reševalec
- Lajos Bence (*1956), književnik